# Акваріум з золотими рибками
Акваріум з золотими рибками (англ. Goldfish Bowl) — науково-фантастичне оповідання Роберта Гайнлайна. Опублікована журналом Astounding Science Fiction в березні 1942.
Пізніше включене в збірку: «Загроза з Землі» (1959).

## Сюжет
Двоє вчених на борту корабля ВМС США досліджують два масивні стовпи води в десь у Тихому океані, щоб з'ясувати, чи є вони природним явищем, чи, як припускає один із науковців, створені розумними істотами. Його віра базується на ще одній дивній нещодавній аномалії в Тихому океані: «Лагранжеві вогняні кулі», сфери енергії, які рухаються осмисленим маршрутом і, як видається, відповідальні за зникнення людей на Гаваях.
Дослідники дізнаються більше про стовпи: один підіймає воду високо в небо, де вона утворює хмару, в яку неможливо проникнути ні літаку, ні ракеті, оскільки їхні двигуни вимикаються при спробі увійти в хмару.
Після експерименту підтверджується, що інший стовп води пов'язаний з першим і повертає воду назад до океану.
Поки один з учених знаходиться на палубі, готуючись до подорожі по стовпах у батисфері, з'являється енергетична сфера, що захоплює його і відносить у хмару. Другий учений, вирішує зайняти місце у батисфері, сподіваючись знайти свого колегу та / або продовжити дослідження.
Врешті обоє вчених опиняються в цілком порожніх і безпечних приміщеннях, де їх забезпечують водою та виключно м'якою їжею. Зрештою вони опиняються в одному приміщенні, і роблять припущення, що вони знаходяться в руках іншої раси, можливо інопланетної та набагато більш розвинутої. З повної відсутності комунікативного контакту вони вирішують, що їх навіть не вивчають, а просто утримують як домашніх тварин, подібно до золотих рибок, які тримав один із вчених. Можливо вони навіть були поміщені в одне приміщення для розмноження, що доводить, що їхні господарі нічого не знають про біологію людини.
Коли один із вчених помирає і його тіло викидають, другий, вирішує, що єдиний шлях додому — померти. Вважаючи необхідним попередити людство, він методично надряпує повідомлення на єдиному доступному для нього носії — власній шкірі. Послання «Остерігайся: творіння зайняло 8 днів», йдеться про те, що людина була створена на 6-й день, а на 8-мий день було створено вищу істоту. В кінці розповіді його тіло дістають з океану, але повідомлення залишається не зрозумілим.
Матрос повідомляє капітану судна про спробу однієї із золотих рибок, що утримувались науковцем, чиє тіло вони підібрали, втекти з акваріума.